# Västerås stad
Denna artikel handlar om den tidigare kommunen Västerås stad. För orten se Västerås, för dagens kommun, som även den ibland omnämns Västerås stad, se Västerås kommun.
Västerås stad var en stad och kommun i Västmanlands län. 

## Administrativ historik
Med sitt stadssigill från slutet på 1200-talet är Västerås, (Västra Aros från 1271), och antagen etablering från åtminstone mitten av 1200-talet är Västerås en av Sveriges äldsta städer.
Staden blev en egen kommun, enligt Förordning om kommunalstyrelse i stad (SFS 1862:14) den 1 januari 1863, då Sveriges kommunsystem infördes.
Staden utökades enligt:
- 1918 inkorporerades Sankt Ilians landskommun och Lundby landskommun.
- 1946 inkorporerades Badelunda landskommun.
- 1952 inkorporerades Skerike landskommun.
- 1967 uppgick Skultuna landskommun, Dingtuna landskommun, Tillberga landskommun och Kungsåra landskommun.

1971 gick staden upp i den då nybildade Västerås kommun.
Staden hade en egen jurisdiktion med en rådhusrätt till 1971 då denna blev en del av Västerås tingsrätt.
Stadsförsamlingen Västerås domkyrkoförsamling hette mellan 1920 och 1961 Västerås församling. 1946 uppgick Sankt Ilians församling i denna.

### Sockenkod
För registrerade fornfynd med mera så återfinns staden inom ett område definierat av sockenkod 2334 som motsvarar den omfattning staden hade kring 1950, vilken då också innefattade Sankt Ilians socken Lundby socken, Badelunda socken och Skerike socken.

## Stadsvapnet
Blasonering: I fält av silver ett blått Mariamonogram, i stammen åtföljd av en röd ros.
Västerås stadsvapen är en gammal symbol som går tillbaka till 1200-talet. Symbolen har använts som sigill sedan 1307. Vapnet fastställdes med nuvarande blasonering av Kungl Maj:t (regeringen) 1939. 1974 registrerades det för den nuvarande kommunen i Patent- och registreringsverket.

## Geografi
Västerås stad omfattade den 1 januari 1952 en areal av 132,19 km², varav 131,75 km² land.

### Tätorter i staden 1960
I Västerås stad fanns tätorten Västerås, som hade 76 194 invånare den 1 november 1960. Tätortsgraden i staden var då 98,0 procent. Västerås var 1960 Sveriges femte största tätort, efter Norrköping och före Helsingborg. Vid tätortsavgränsningen den 31 december 2010 var Västerås fortfarande Sveriges femte största tätort.

## Politik

### Mandatfördelning i valen 1919–1966
| 6 | 22 | 6 | 14 |

| 43 |

| 4 | 22 | 6 | 16 |

| 42 |

| 5 | 22 | 6 | 15 |

| 45 |

| 2 | 25 | 5 |  | 15 |

| 45 |

| 29 |  | 6 | 12 |

| 46 |

| 30 |  | 5 | 12 |

| 45 |

|  | 32 | 6 | 9 |

| 43 |

| 3 | 30 | 6 | 9 |

| 42 |

| 8 | 32 | 12 | 8 |

| 51 | 9 |

|  | 38 | 14 | 6 |

| 49 | 11 |

| 3 | 36 | 14 | 7 |

| 48 | 12 |

|  | 35 |  | 11 | 10 |

| 50 | 10 |

|  | 36 |  | 12 | 8 |

| 48 | 12 |

| 4 | 30 | 6 | 13 | 7 |

| 50 | 10 |

## Befolkningsutveckling
| Befolkningsutvecklingen i Västerås stad 1750–1990 | Befolkningsutvecklingen i Västerås stad 1750–1990 | Befolkningsutvecklingen i Västerås stad 1750–1990 | Befolkningsutvecklingen i Västerås stad 1750–1990 | Befolkningsutvecklingen i Västerås stad 1750–1990 |
| --- | ------------------------------------------------- | ------------------------------------------------- | ------------------------------------------------- | ------------------------------------------------- |
| |                                                   |                                                   |                                                   |                                                   |
| År |                                                   |                                                   | Folkmängd                                         |                                                   |
| 1750 | 1750                                              |                                                   | 2 845                                             |                                                   |
| 1760 | 1760                                              |                                                   | 2 893                                             |                                                   |
| 1769 | 1769                                              |                                                   | 2 543                                             |                                                   |
| 1790 | 1790                                              |                                                   | 3 258                                             |                                                   |
| 1800 | 1800                                              |                                                   | 3 277                                             |                                                   |
| 1810 | 1810                                              |                                                   | 2 731                                             |                                                   |
| 1820 | 1820                                              |                                                   | 3 093                                             |                                                   |
| 1830 | 1830                                              |                                                   | 3 337                                             |                                                   |
| 1840 | 1840                                              |                                                   | 3 414                                             |                                                   |
| 1850 | 1850                                              |                                                   | 3 780                                             |                                                   |
| 1860 | 1860                                              |                                                   | 4 541                                             |                                                   |
| 1870 | 1870                                              |                                                   | 5 367                                             |                                                   |
| 1880 | 1880                                              |                                                   | 6 201                                             |                                                   |
| 1890 | 1890                                              |                                                   | 8 122                                             |                                                   |
| 1900 | 1900                                              |                                                   | 11 999                                            |                                                   |
| 1910 | 1910                                              |                                                   | 19 145                                            |                                                   |
| 1920 | 1920                                              |                                                   | 30 633                                            |                                                   |
| 1930 | 1930                                              |                                                   | 30 378                                            |                                                   |
| 1940 | 1940                                              |                                                   | 38 729                                            |                                                   |
| 1950 | 1950                                              |                                                   | 59 990                                            |                                                   |
| 1960 | 1960                                              |                                                   | 77 869                                            |                                                   |
| 1970 | 1970                                              |                                                   | 99 697                                            |                                                   |
| 1980 | 1980                                              |                                                   | 97 864                                            |                                                   |
| 1990 | 1990                                              |                                                   | 98 859                                            |                                                   |
| Anm: Folkmängdsuppgifterna fram till 1800 avser Västerås pastorat. Källor: Umeå universitet - Tabellverket 1749-1859, Demografiska databasen, CEDAR, Umeå universitet |                                                   |                                                   |                                                   |                                                   |